# Tablighversen

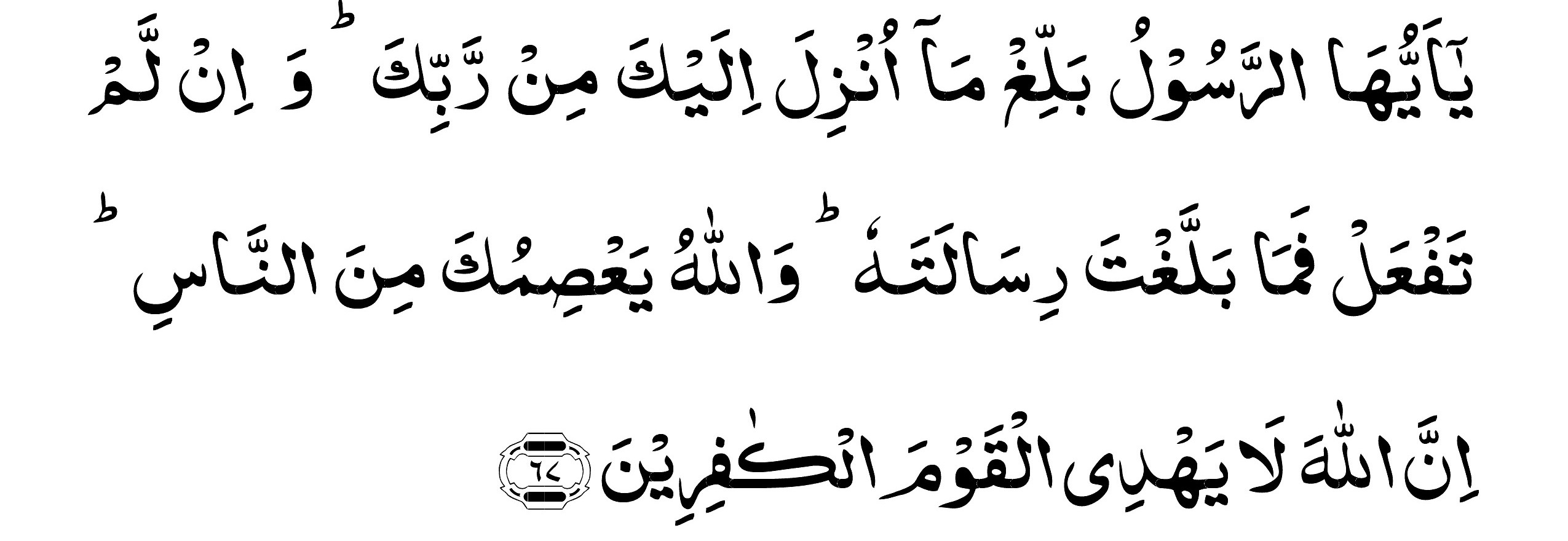
Vers 5:67 på arabiska.

Tablighversen (arabiska: آیة التَّبليغ, Tillkännagivandeversen) refererar till koranvers 5:67, som ligger mellan långa och ofta kritiska diskussioner om Bokens folk i Koranen. Tolv-shiitiska kommentarer kopplar versen uttryckligen till den islamiske profeten Muhammeds rapporterade tillkännagivande vid händelsen i Ghadir Khumm. Versen säger: 
FÖRKUNNA, du Sändebud, allt vad din Herre har uppenbarat för dig! Gör du inte det, har du inte förmedlat Hans budskap. Gud skall skydda dig mot människorna; Gud vägleder inte förnekarna av sanningen! (Koranens budskap, 5:67) 